# Tubérosité deltoïdienne
La tubérosité deltoïdienne (ou empreinte deltoïdienne ou V deltoïdien) est une zone rugueuse et triangulaire située sur la surface antéro-latérale de l'humérus.

## Description
La tubérosité deltoïdienne est en forme de V ouvert en haut. Sa branche antérieure est sur le bord antérieur de la diaphyse, au-dessous de la lèvre antérieure du sillon intertuberculaire. Sa branche postérieure, oblique en haut et en arrière, est au-dessus de la partie antéro-latérale de la diaphyse.
Elle donne insertion à l'extrémité inférieure du muscle deltoïde.

### Variation
La tubérosité deltoïdienne a été signalée comme très proéminente chez moins de 10% des personnes.

## Embryologie
La tubérosité deltoïdienne se développe par ossification endochondrale en deux phases : une phase d'initiation est dépendante du tendon et une phase de croissance dépendante du muscle.

## Aspect clinique
La tubérosité deltoïdienne est une zone de risque de fracture par avulsion. Ces fractures peuvent être traitées de façon conservatoire avec une immobilisation.

## Anatomie comparée
Chez les mammifères, l'humérus présente de grande variation morphologique liée au mode de locomotion et d'habitat de l'espèce.
Chez les animaux coureurs tels que le pronghorn, la tubérosité deltoïdienne est située à environ un quart de la longueur de la diaphyse. Ce qui permet une flexion et une extension rapides mais relativement faibles des membres. Elle est très peu prononcée chez les chevaux.
Chez les animaux nageurs tels que la loutre de rivière, la tubérosité deltoïdienne est située presque à mi-chemin de la diaphyse, ce qui permet une flexion et une extension puissantes des membres.
La tubérosité deltoïdienne peut être très prononcée chez les animaux fouisseurs, comme le castor de montagne.